# バツァラワルミ
バツァラワルミ（Vaǰravarmi, モンゴル語: Лян ван Басалаварми, 中国語: 把匝剌瓦児密、? - 洪武14年12月21日（1382年1月6日））は、大元ウルスの皇族で、クビライ・カアンの庶子のフゲチの子孫である。『明史』などの漢文史料では梁王把匝剌瓦児密と記される。

## 概要
バツァラワルミはクビライより雲南王に封ぜられたフゲチの子孫で、順帝の治世において梁王に封ぜられて雲南地方の統治に当たっていた。元末の混乱期に元朝が江南地方の統治権を失って以降もバツァラワルミは雲南の統治を保ち、四方を敵に囲まれながらも自立し続けた。
至正23年（1363年）には四川方面で明玉珍が明夏を建国し、同年軍を派遣して雲南を攻め敗れたバツァラワルミは金馬山に逃れた。至正24年（1364年）、バツァラワルミは大理の兵を率いて明夏軍と戦い、これを撃退した。至正28年（1368年）に朱元璋が明朝を建国してモンゴル勢力を長城以南より駆逐したものの、依然としてバツァラワルミは雲南地方で独立を保ち元朝に仕え続けた。
洪武4年（1371年）、明夏を滅ぼし四川地方を得た明朝はバツァラワルミの統治する雲南地方と領土を接するようになり、洪武5年（1372年）には初めて翰林院待制王禕を使者として派遣した。その後も明朝は洪武7年（1374年）に威順王の子の伯伯を、洪武8年（1375年）に湖広行省参政の呉雲を派遣して梁王政権の降伏を促したがバツァラワルミは従うことはなく洪武14年（1381年）に至った。
同年8月、朱元璋（洪武帝）は文武諸臣に雲南は漢の時代より中国に属するものであると語り、雲南に出兵することを決めた。明軍・梁王軍ともに曲靖が要地であると見なし、バツァラワルミは司徒平章のダルマ（達里麻）に10万の兵を与えて曲靖を守らせ、明軍もまた主力軍がこれに当たった。結果として曲靖の戦いは明軍の勝利に終わり、ここで明軍は軍を分けて雲南各地の平定に従事した。
12月19日（1382年1月4日）、ダルマの敗北を聞いたバツァラワルミはもはや防戦は不可能と見て左丞の達的・参政の金驢らとともに羅佐山に逃れた。2日後には右丞のロル（驢児）が曲靖より帰って現況の報告をしたため、バツァラワルミは追い詰められた事を悟り、ロルと達的とともに普寧州の忽納寨に遷った。そこでバツァラワルミは自身の龍衣を焼き、妻子を滇池に入水させ、ロルと達的とともに草舎の中で自縊した。
バツァラワルミの死によって梁王政権は滅亡し、雲南地方は明朝の直接統治下に置かれることとなった。洪武15年3月21日（1382年5月4日）には傅友徳らによって護送されたバツァラワルミの家属318人は南京に到着し、4月5日（5月18日）に耽羅へ配流とされ、孫の愛顔帖木児も高麗に送られた。後に『明史』ではココ・テムルらとともに立伝されており、衰退する元朝に尽くした忠臣であると評されている。

## 家系
バツァラワルミの出自について史書には「フゲチの子孫である」としか記されておらず、フゲチからバツァラワルミに至る正確な系譜は不明である。
- セチェン・カアン（世祖クビライ）
  - 雲南王フゲチ（Hügeči,雲南王忽哥赤／هوگاچیHūgāchī）
    - 営王エセン・テムル（Esen Temür,也先帖木児／ایسان تیمورYīsān Tīmūr）
      - トゴン・ブカ太子（Toγan Buqa,脱歓不花太子／توس بوقاTūs Būqā）
      - トゥグルク太子（Bolot Buqa,雲南王阿魯=脱魯?／توغسلوقTūghslūq）
      - ボロト（Bolot,孛羅／بولادBūlād）
        - 梁王バツァラワルミ（Vaǰravarmi,梁王把匝剌瓦児密）